# Operation Silver
Die Operation Silver (bei den Briten auch als Operation Lord, bzw. Operation Conflict bezeichnet) war im besetzten Nachkriegsösterreich eine gemeinsame Spionageaktion, die der britische Secret Intelligence Service mit der amerikanischen CIA unter Bruch des internationalen Rechts durchführte. In Wien wurden die Telefonleitungen des Hauptquartiers der Roten Armee mit Hilfe eines Tunnels abgehört, der unter den sowjetisch besetzten Sektor der Stadt gegraben wurde. Er war von 1949 bis 1952 in Betrieb und lieferte während des Koreakriegs wichtige Informationen. Wegen ihres Erfolgs wurde die Aktion später in Berlin als Operation Gold wiederholt.

## Vorgeschichte
In der unmittelbaren Nachkriegszeit wurden die US-amerikanischen Geheimdienstaktivitäten in Österreich hauptsächlich vom Counter Intelligence Corps ausgeführt, dem militärischen Nachrichtendienst der US Army. Ab dem Jahr 1946 wurden jedoch zahlreiche Militärangehörige in Europa zurück in die USA ins zivile Leben entlassen, wodurch sich der Personalstand drastisch verringerte. Dies führte kurzfristig zu einem gefährlichen Vorteil der sowjetischen Geheimdienste, MGB, MWD und GRU. Diese Lücke sollte nun vom zivilen Geheimdienst gefüllt werden. Im Herbst 1947 wurde zu diesem Zweck die Central Intelligence Agency als Nachfolgeorganisation des OSS gegründet und dessen Personal in Österreich massiv aufgestockt. Die CIA-Austria war vor allem im amerikanischen Sektor in Wien stationiert, wo deren Agenten als diplomatisches Personal getarnt waren. Standorte waren die Stiftskaserne im 7. Bezirk, sowie das Allianz-Versicherungsgebäude in der Währinger Straße im 9. Bezirk. Zweiter Stützpunkt in Österreich war Salzburg, das Hauptquartier der United States Forces in Austria. Nach dem überraschenden kommunistischen Putsch in Prag im Februar 1948 wurde den US-Behörden jedoch bewusst, dass ihre Aufklärung nach wie vor unzureichend war.

## Abhörtunnel

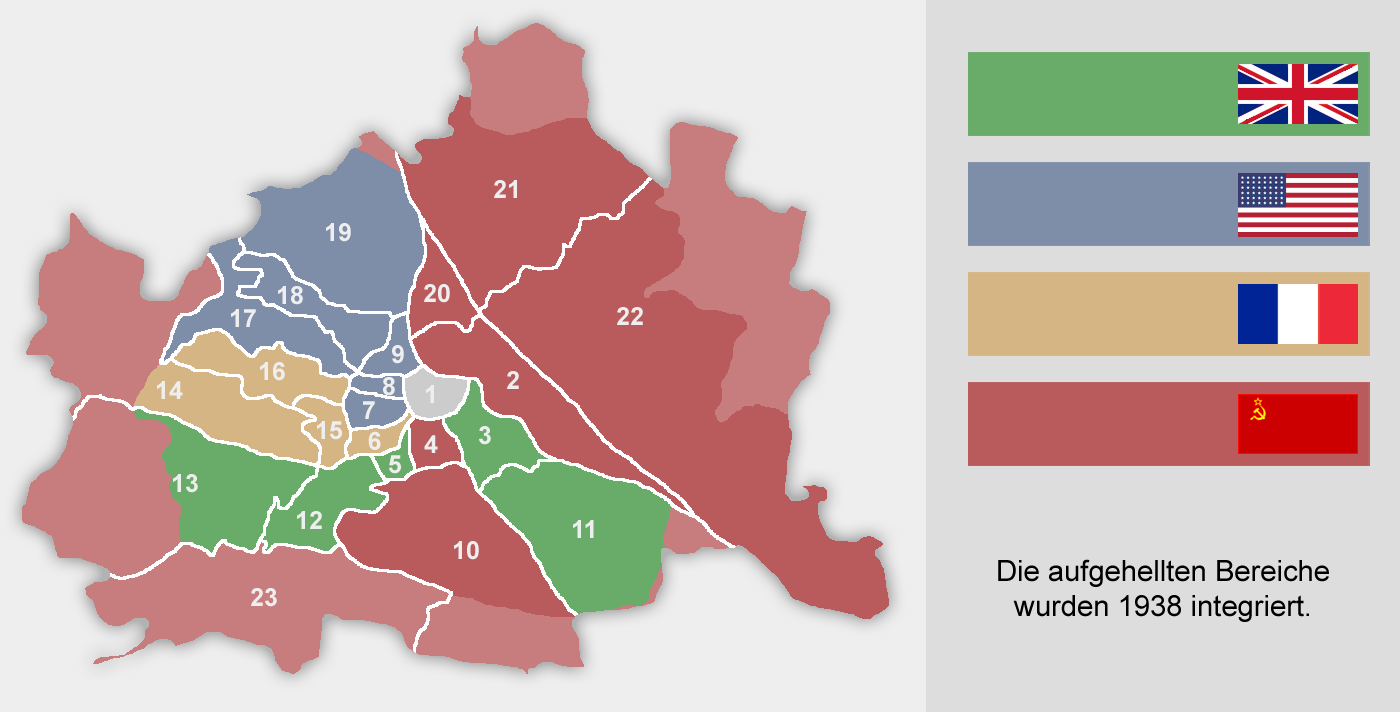
Die vier Sektoren in Wien

Die Besatzungszonen in Österreich

Im Zuge des VENONA-Projekts war es dem britischen Geheimdienst erstmals gelungen verschlüsselte sowjetische Nachrichten zu entziffern. SIS-Chef Stewart Menzies (Deckname: „C“) sandte daraufhin seinen Agenten Peter Lunn nach Wien, mit dem Auftrag Schwachstellen im sowjetischen Kommunikationsnetz zu finden, um nun entschlüsselbare Nachrichten abfangen zu können. Im Jahr 1948 bemerkte die britische Aufklärung, dass die sowjetischen Behörden zur Informationsübermittlung nach Moskau auch das alte Telefonnetz der ehemaligen Reichspost verwendeten. Vom Hauptquartier des sowjetischen Hochkommissars im Hotel Imperial, das an der Grenze des 1. Bezirks am Stalinplatz gelegen ist und wo auch der Geheimdienst MWD (davor NKWD) untergebracht war, kontrollierten die Sowjets einen Landkorridor bis zur östlichen Wiener Stadtgrenze. Das daran anschließende Niederösterreich war ebenfalls sowjetisch besetzt. So glaubte man ohne Gefahr das im Boden vergrabene Kupferkabelnetz  zur Kommunikation in den Osten verwenden zu können. Durch Zufall bemerkte aber der britische Auslandsgeheimdienst SIS/Mi6, dass die Sowjets dabei eine Telefonschaltstelle in Schwechat benutzten, die nur unweit vom britischen Sektor in Simmering (11. Bezirk) entfernt war. Durch das Graben eines nur 21 Meter (70 Fuß) langen Tunnels wäre es möglich, unter die Schaltstelle zu gelangen und dort die Telefonleitungen anzuzapfen.
Die Briten erstellten einen detaillierten Plan. Sie erwarben ein Geschäftslokal an einer Hauptstraße. Dort wurde zur Tarnung Kleidung aus englischen Tweed-Stoffen verkauft. Diese Ware war unter der österreichischen Bevölkerung derart beliebt, dass das Geschäft sogar Gewinn machte. In der Nähe wurde zusätzlich ein Privathaus gekauft, das als Ausgangspunkt des Tunnels dienen sollte. Die Aktion bekam den Decknamen Operation Lord. Im Jahr 1949 war der Tunnel fertig und die Abhöranlage konnte in Betrieb gehen. Die gewonnenen Informationen wurden gemeinsam mit der CIA-Austria ausgewertet, die dem Unternehmen ihrerseits den Decknamen Operation Silver gab. So gelang es unter anderem an die Aufmarschpläne der Roten Armee zu kommen.
Als 1950 der Koreakrieg ausbrach, bestanden seitens der USA größte Bedenken, inwieweit sie sich dort engagieren konnten, ohne die Sowjetunion zu sehr zu reizen. Durch Informationen aus dem Wiener Abhörtunnel konnte jedoch festgestellt werden, dass die Sowjetunion zu diesem Zeitpunkt nicht an einer Ausweitung des Konflikts auf Europa interessiert war. Das amerikanische Engagement in Korea konnte dementsprechend ausgeweitet werden.
Nach drei Jahren erfolgreicher Abhörtätigkeit musste die Aktion beendet werden. Eine Straßenbahn hatte derartige Erschütterungen ausgelöst, dass der Tunnel im Jahr 1952 einstürzte. Die Informationsquelle war somit versiegt. Die Sowjets hatten von der ganzen Aktion jedoch nichts mitbekommen.

## Operation Gold
Im Jahr darauf setzte US-Präsident Dwight D. Eisenhower Allen Welsh Dulles als neuen Direktor der CIA ein. Dieser war von den Ergebnissen, die der Wiener Abhörtunnel geliefert hatte, begeistert und drängte darauf, denselben Trick noch einmal zu versuchen, diesmal in Berlin. Wieder gemeinsam mit dem britischen Nachrichtendienst wurde die Operation Gold gestartet, die nun minutiös geplant einen ähnlichen Tunnel in den sowjetischen Sektor Berlins errichten sollte. Dieser Plan sollte das aufwendigste Geheimdienstprojekt im Berlin der 1950er Jahre werden. Der in Wien erfolgreiche britische Agent Peter Lunn wurde zu diesem Zweck nach Berlin versetzt und zum Chef der dortigen SIS-Sektion ernannt. Im August 1954 wurde mit den Grabungsarbeiten begonnen und am 25. Februar 1955 konnte die Abhörstation in Betrieb genommen werden. Elf Monate lange konnte so die Kommunikation der Roten Armee und der sowjetischen Geheimdienste in Berlin abgehört werden, ehe der Tunnel entdeckt wurde. Was Dulles jedoch nicht gewusst hatte, war, dass die Sowjets bei diesem zweiten Tunnel durch einen Doppelagenten im britischen Geheimdienst vorgewarnt waren. Erst 1961, nachdem George Blake als Agent verhaftet und verurteilt worden war, wurde den westlichen Nachrichtendiensten bewusst, dass die Geheimhaltung des Tunnels schon lange vor seinem Bau nicht mehr gegeben war. Obwohl Dulles den Erfolg der Operation Gold öffentlich betont hat, sind die Analysten der CIA geteilter Meinung über den Wert der dabei gesammelten Informationen. Eine der Bewertungen kommt zu dem Schluss, dass die Sowjets nur belanglose Kommunikation über die angezapften Kabel laufen ließen, um die Illusion aufrechtzuerhalten, dass sie keine aggressiven Absichten gegen West-Berlin hegten. Die Kosten der Operation Gold werden mit 6,7 Millionen US-Dollar angegeben.